# Sherine
Sherine Sayed Mohamed Abdel-Wahab (tiếng Ả Rập Ai Cập: شيرين سيد محمد عبد الوهاب), Được biết đến với tên duy nhất Sherine (tiếng Ả Rập: شيرين; sinh ngày 10 tháng 10 năm 1980), là một ca sĩ, diễn viên, người dẫn chương trình truyền hình người Ai Cập, đồng thời là cựu giám khảo của The Voice Ahla Sawt của MBC.

## Bắt đầu
Cô sinh ngày 9 tháng 10 năm 1980, tại Cairo, Ai Cập. Cô sinh ra trong một gia đình trung lưu, Cha cô, Sayed Abdel-Wahab, là một chuyên viên trang trí, và mẹ cô, một bà nội trợ. Sherine có hai anh chị em, một anh trai và một chị gái.
Khi còn nhỏ, tài năng thanh nhạc của Sherine lần đầu tiên được phát hiện bởi giáo viên âm nhạc của cô ở trường; năm 9 tuổi, cô giáo đã thuyết phục mẹ đưa cô đến Nhà hát lớn Cairo  để gặp Selim Sehab, một nhạc trưởng nhạc cổ điển Ai Cập rất nổi tiếng. Cô hát trước mặt ông, và ông thích giọng cô rất nhiều. Từ chín tuổi đến 12 tuổi, cô đã hát như một thành viên hợp xướng tại Nhà hát Opera Cairo, sau đó cô được trao cơ hội biểu diễn như một ca sĩ solo và có được thành công to lớn. Cô tiếp tục hát tại Nhà hát Opera Cairo trong khi tìm kiếm một nhà sản xuất âm nhạc để bắt đầu sự nghiệp chuyên nghiệp của mình. Năm 18 tuổi, cô được giới thiệu với Nasr Mahrous, một nhà sản xuất âm nhạc, đạo diễn và nhà sản xuất âm nhạc nổi tiếng, ông thích giọng hát của cô và quyết định hợp tác với cô thông qua công ty, Free Music, nơi cô gặp Tamer Hosny, cũng là một tài năng được tìm kiếm. Nasr Mahrous quyết định ra mắt như một album chung cho cả Tamer Hosni và Sherine bao gồm hai bài hát song ca thể hiện chúng cùng nhau. Album được phát hành vào tháng 9 năm 2002 với tựa Free Mix3 - Tamer & Sherine và là một hit lớn trên toàn bộ khu vực Trung Đông và Bắc Phi. Album đã bán được hơn 20 triệu bản trên toàn bộ MENA.

## Điện ảnh
Sherine đóng vai chính đối lập với diễn viên hài Ai Cập Ahmed Helmy trong Mido Mashakel (tiếng Ả Rập Ai Cập: ميدو مشاكل). Bộ phim năm 2003 được đạo diễn bởi Mohamed El-Naggar. Ngoài ra, cô đóng vai chính trong tháng Ramadan loạt Ai Cập "Taree'i tiếng Ả Rập Ai Cập: طريقي "(My Path/Road), tháng 6 năm 2015. Bộ phim mô tả nhân vật của cô là một cô gái trẻ đấu tranh để đạt được ước mơ trở thành ca sĩ nổi tiếng suốt đời do những hạn chế xã hội, quy định và sự phản đối của gia đình cô ấy. Bộ phim có nam diễn viên Ai Cập Mahmoud El Gendi, nữ diễn viên Ai Cập Sawsan Badr, diễn viên Ai Cập Ahmad Fahmy và diễn viên Syria Basel Khayat. Bộ phim được viết bởi Tamer Habib và đạo diễn Mohamed Shaker.

## Chương trình
Sherine từng là thành viên ban giám khảo trong chương trình The Voice Ahla Sawt, nhưng đến năm 2017 đã được thay thế bởi Elissa.
Sherine là người dẫn chương trình talk-show của riêng mình, Studio của Sherry (tiếng Ả Rập Ai Cập: شيري ستوديو), trên các trang mạng Ai Cập, dmc TV, được công chiếu vào tháng 1 năm 2017.
Buổi hòa nhạc đầu tiên của cô tại Ả Rập Saudi, sau khi luật giải trí mới của vương quốc tổ chức một số người nổi tiếng và nghệ sĩ từ khắp nơi trên thế giới, là vào ngày 19 tháng 6 năm 2018, trong một hội trường riêng ở Thành phố Thể thao King Abdullah của Jeddah.

## Cuộc sống cá nhân
Sherine kết hôn lần thứ ba tại Cairo, Ai Cập, vào ngày 7 tháng 4 năm 2018, với ca sĩ nhạc pop Ai Cập, Hossam Habib. Đám cưới chỉ có sự tham gia của các thành viên gia đình, người quản lý và tổ chức của cặp vợ chồng, bao gồm cả hai cô con gái của Sherine (Maryam và Hana) từ cuộc hôn nhân thứ hai của cô với nhà soạn nhạc Ai Cập, Mohamed Moustafa.

## Tranh cãi
Trong năm 2017, một đoạn video ghi lại tại một buổi hòa nhạc cho thấy cô nhận được một yêu cầu bài hát và nói đùa "uống từ sông Nile sẽ làm cho tôi sán máng" khi cô được mời hát ca khúc "Mashrebtesh Men Nilha, tiếng Ả Rập Ai Cập: ماشربتش من نيلها "(Bạn đã không uống từ Nile) tại một buổi hòa nhạc. Và sau đó, Nhạc sĩ Ai Cập Syndicate đã quyết định đình chỉ quyền biểu diễn của cô ấy ở Ai Cập về" sự nhạo báng vô lý của Ai Cập thân yêu của chúng tôi "sau khi xem video đùa và không tôn trọng bất cứ ai nhưng tổ chức này đã quá coi trọng trò đùa. Sherine sau đó đã xin lỗi vì "trò đùa dại dột" của cô tại buổi hòa nhạc.

## Danh sách đĩa hát
- Free Mix 3 với Tamer Hosny (2002) Nhãn: Sản xuất nghệ thuật âm nhạc miễn phí
- Garh Tany (bản dịch: Một vết thương khác) (2003) Nhãn: Sản xuất nghệ thuật âm nhạc miễn phí
- Lazem Ayesh (dịch: Tôi phải sống / sống sót) (2005) Nhãn: Sản xuất nghệ thuật âm nhạc miễn phí
- Batamenak (Tôi trấn an bạn) (2008) Nhãn: Rotana
- Thói quen (Tôi đã yêu) (2009) Nhãn: Rotana
- Esaal Alaya (Hỏi về tôi) (2012) Nhãn: Rotana
- Ana Kiteer (2014) Nhãn: Nogoum Records
- Taree'i "Con đường của tôi" (2015)
- Nassay (2018)

## Đĩa đơn
- "Ma Sherebtesh Min Nelha" (Bài hát yêu nước nổi tiếng của Ai Cập)
- "Alachan Masr" ("Vì Ai Cập", bài hát yêu nước của Ai Cập]]
- "Ma Btefrahsh"
- "Enak"
- "Baladi" ft Muhammad Noor
- "Chỉ là một giấc mơ (Coke Studio / Phiên bản tiếng Ả Rập) [với Nelly ]
- "Al'am Al Jadeed" ft Fadl Shaker
- "Lebnan Fel Alb" (Dành riêng cho Lebanon trong chiến tranh)
- "Albi Leek" ft. Hany Shakir
- "Bahibik Ya Omi"
- "Mshaa'er"
- "Howa Da"
- "Sida Da"
- "Kol Maghanni"
- "Ayesht Masr" (bài hát yêu nước của Ai Cập)

## liên kết ngoài
- Sherine trên Facebook